# Ensembleleiter
Ensembleleiter nennt man die Person, die ein musikalisches Ensemble – also eine Gruppe von Instrumentalisten oder Sängern – in Proben und Aufführungen leitet bzw. dirigiert. Ihr obliegt die Auswahl und Einstudierung von Werken sowie die künstlerische Interpretation eines vorliegenden Notentextes durch die Gestaltung musikalischer Parameter wie Tempo (Geschwindigkeit), Dynamik (Lautstärke) und Klangfarbe.
Bei entsprechender Größe des Ensembles spricht man vom Orchesterleiter oder Dirigenten. Bei einem Vokalensemble oder Chor spricht man vom Chorleiter.
Ensembleleitung, Chorleitung und Orchesterleitung sind Fächer, die im Rahmen eines Musikstudiums als Haupt- oder Nebenfächer studiert werden können. Ausbildungsgänge zum Ensembleleiter gibt es an Berufsfachschulen für Musik, Konservatorien und Musikhochschulen.